# Свято-Миколаївська церква (Троїцьке)
Свя́то-Микола́ївська це́рква — православний храм у селі Троїцьке Одеського району Одеської області. Є пам'яткою архітектури та містобудування місцевого значення.

## Історія
Храм був зведений на кошти селян. Будівництво велося всією громадою, а його остаточна вартість склала майже 100 000 рублів. Проєкт споруди згодом був використаний при будівництві Свято-Покровського храму в селі Старокозаче. 5 липня 1908 року відбулося урочисте освячення храму, а 9 липня того ж року перші фотографії церкви були опубліковані в газеті «Одеський листок».
До 1910 року поступово сформувався штат церковнослужителів. Храму були виділені садибні та орні земельні ділянки. З 1911 року з'являються перші відомості про народжуваність, смертність та шлюбність Миколаївського приходу села Троїцького.
Під час Першої світової війни (1914—1918) причт церкви активно допомагав фронту, неодноразово перераховуючи на потреби поранених та хворих воїнів кошти, зібрані за підписними листами. У вересні 1918 року парафіяни храму стали свідками хресного ходу з Касперівською чудотворною іконою Божої Матері, яка відвідала село.

### Радянський період
Після встановлення радянської влади храм зазнав випробувань. У 1922 році, у зв'язку з неврожаєм на Одещині, з церкви було вилучено храмові цінності для закупівлі хліба. У роки колективізації храм пережив новий наступ войовничого атеїзму.
Під час румунської окупації в період Другої світової війни та після її закінчення богослужіння у храмі проводилися, і він був відкритий для парафіян. Проте згодом церкву знову закрили.

### Відродження
У 1970-х роках громада села почала клопотати про відкриття та відновлення святині. 26 вересня 1988 року Свято-Миколаївська церква знову відчинила свої двері для парафіян.
Деякі мешканці села повернули до храму старовинні ікони, врятовані ними в період його закриття. Було відновлено дзвіницю, на якій розміщено 4 дзвони, найбільший з яких важить понад 1 тонну. Значні кошти були зібрані на реставрацію та новий іконостас, виготовлений за зразком іконостасу одеського Свято-Успенського чоловічого монастиря та розписаний одеськими художниками-іконописцями. Один із парафіян подарував храму панікадило та підсвічники.

## Сучасний стан
Свято-Миколаївський храм у Троїцькому залишається однією з найкрасивіших церков регіону. Він є діючим храмом та пам'яткою архітектури місцевого значення.

## Галерея

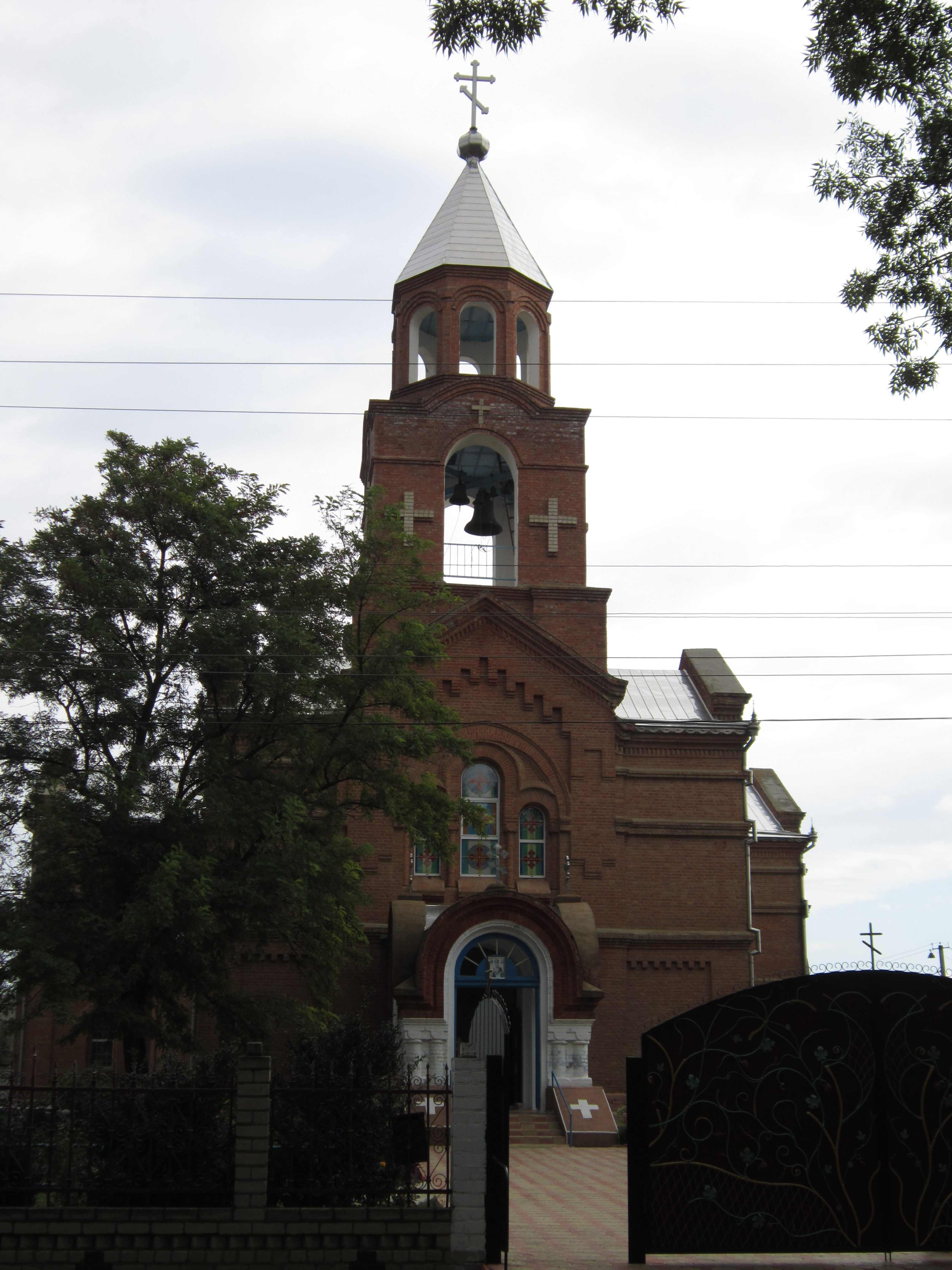
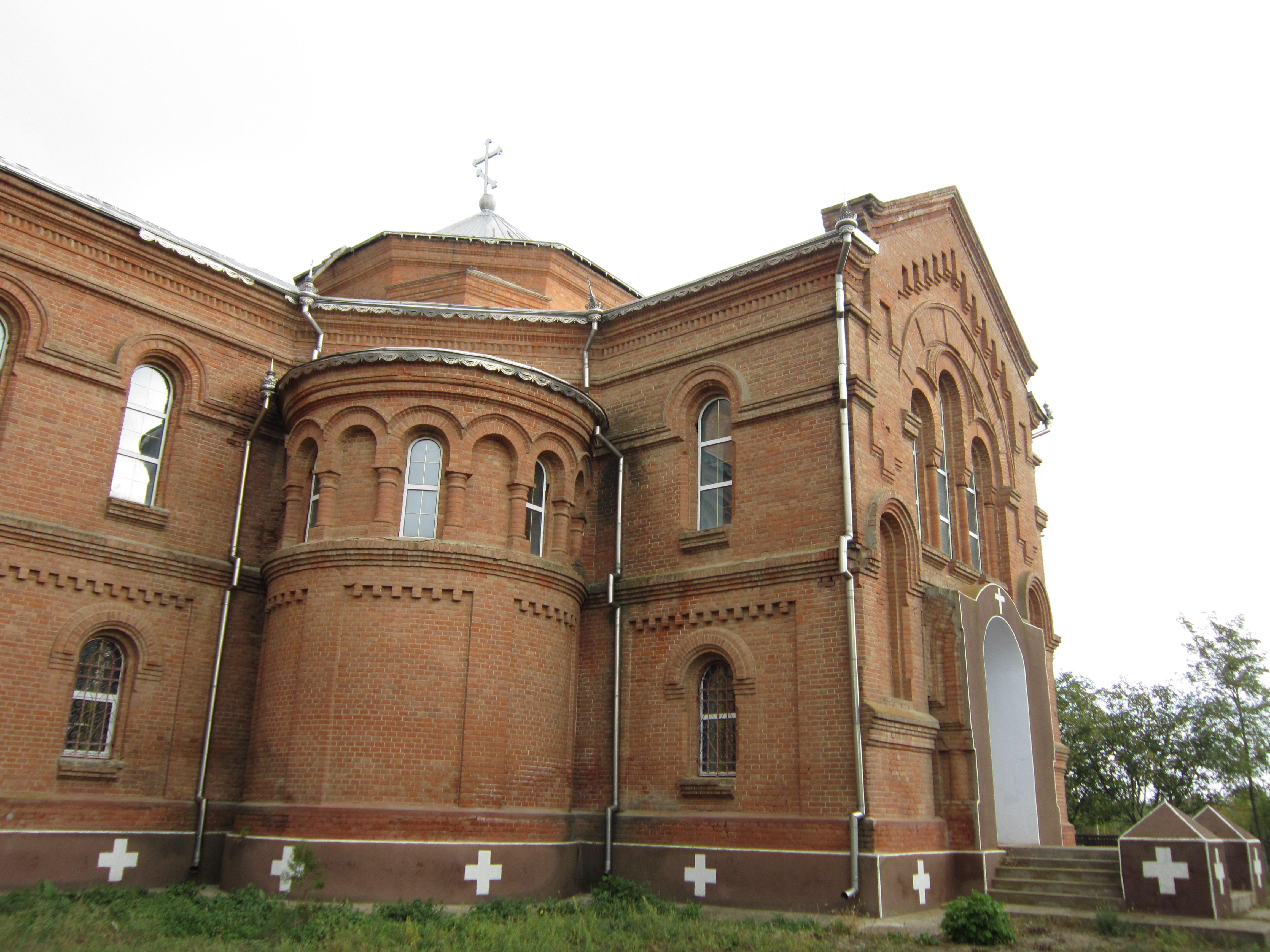
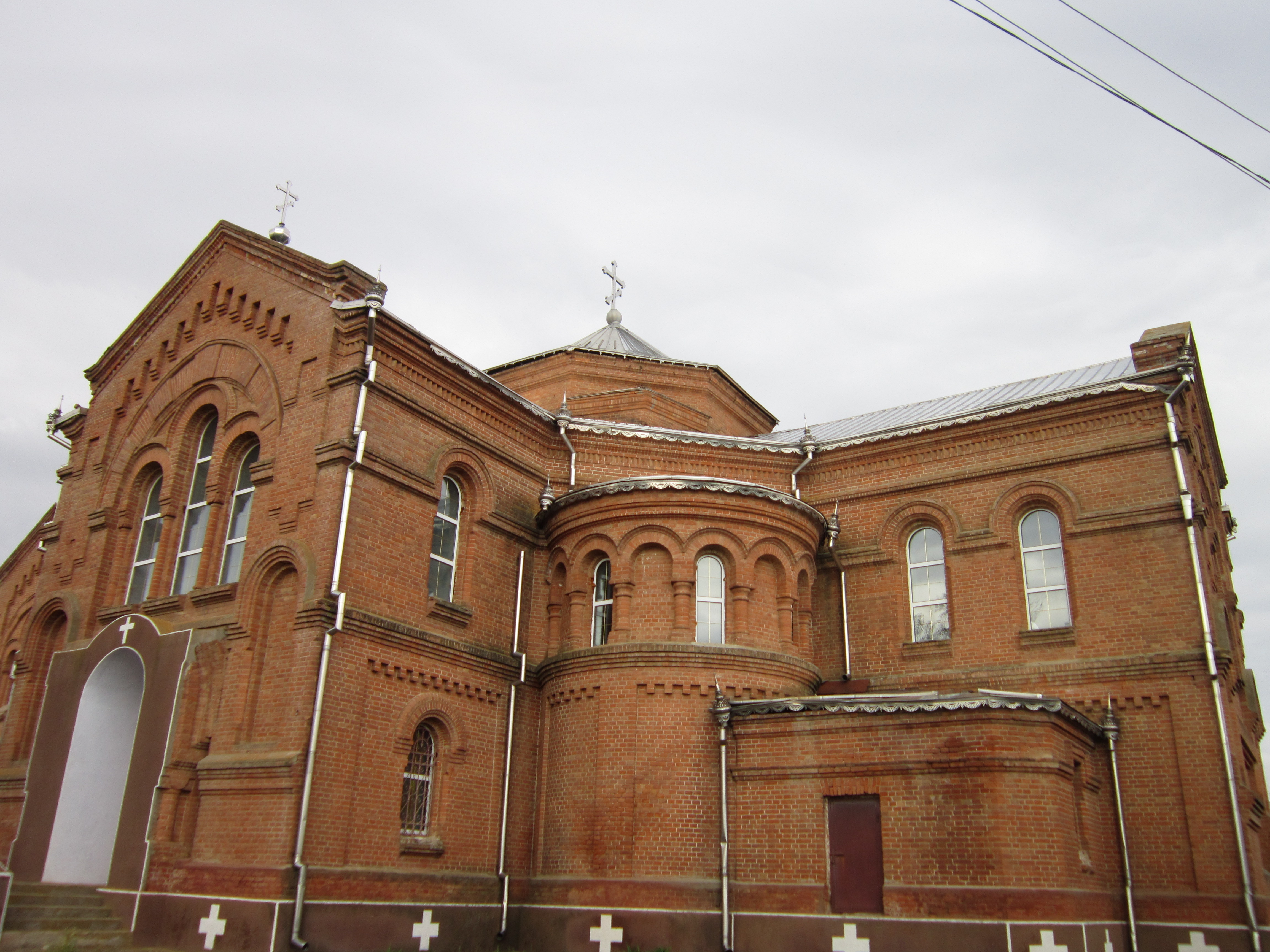
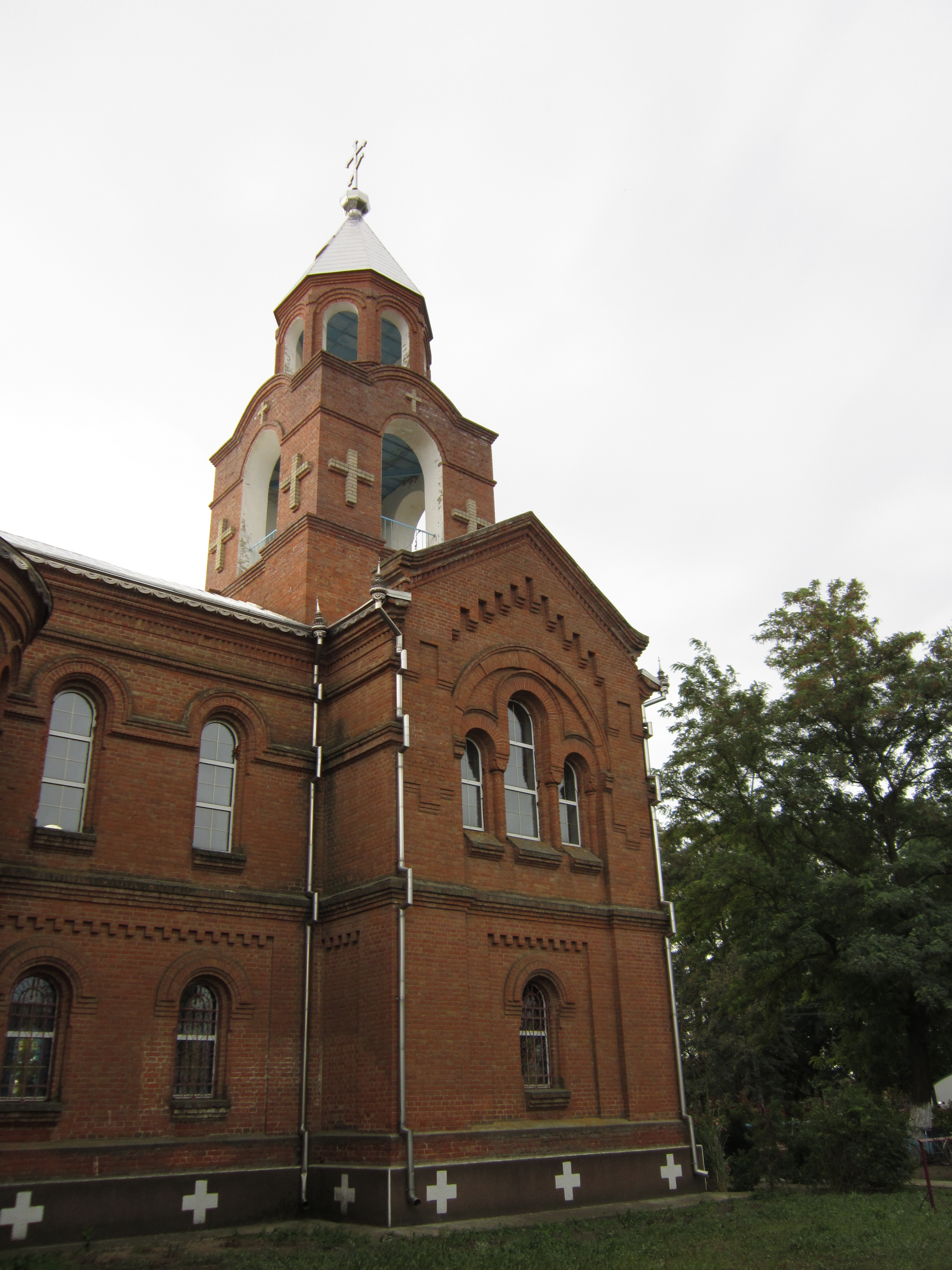
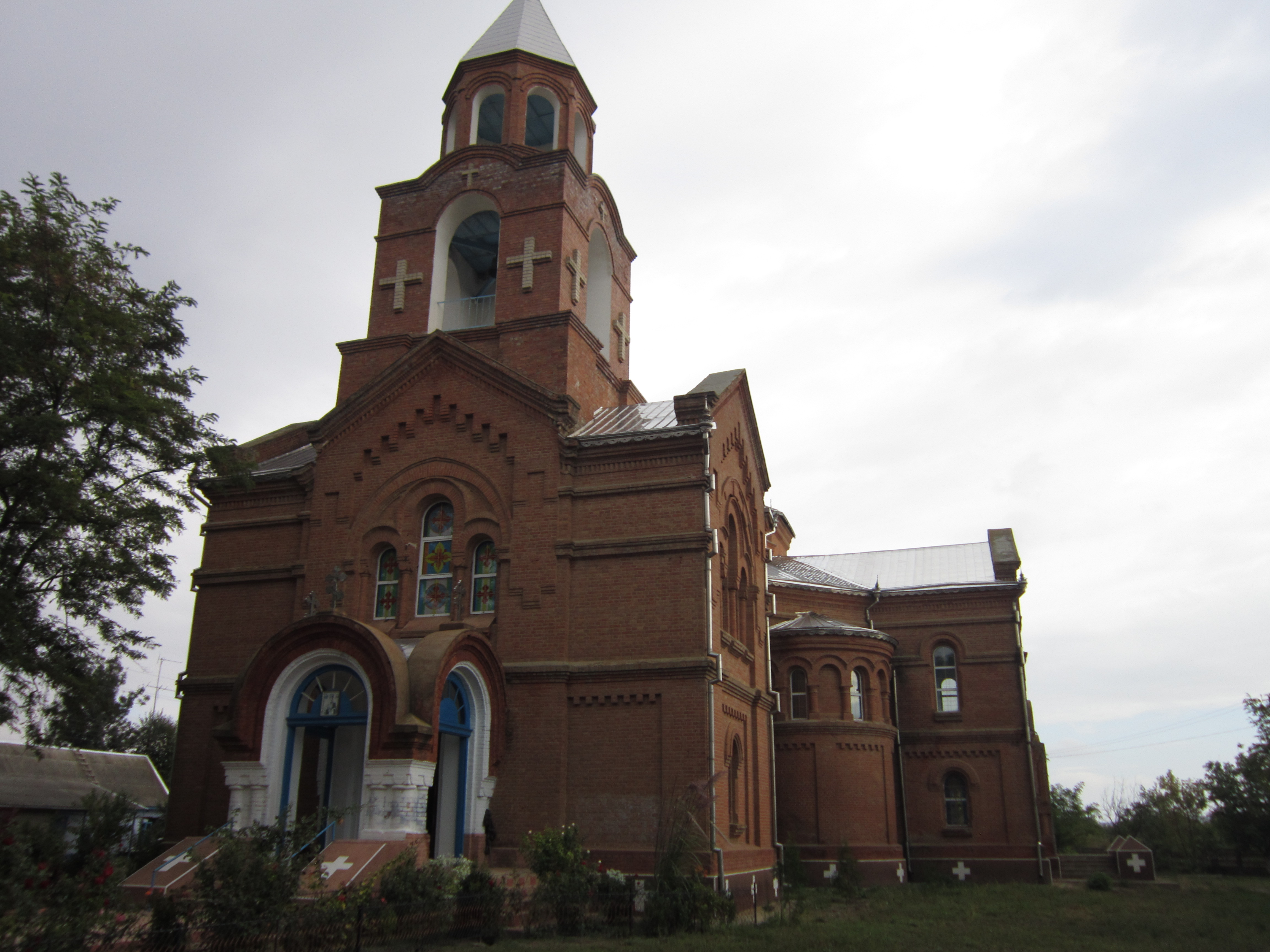